# ナッシュビル (インディアナ州)

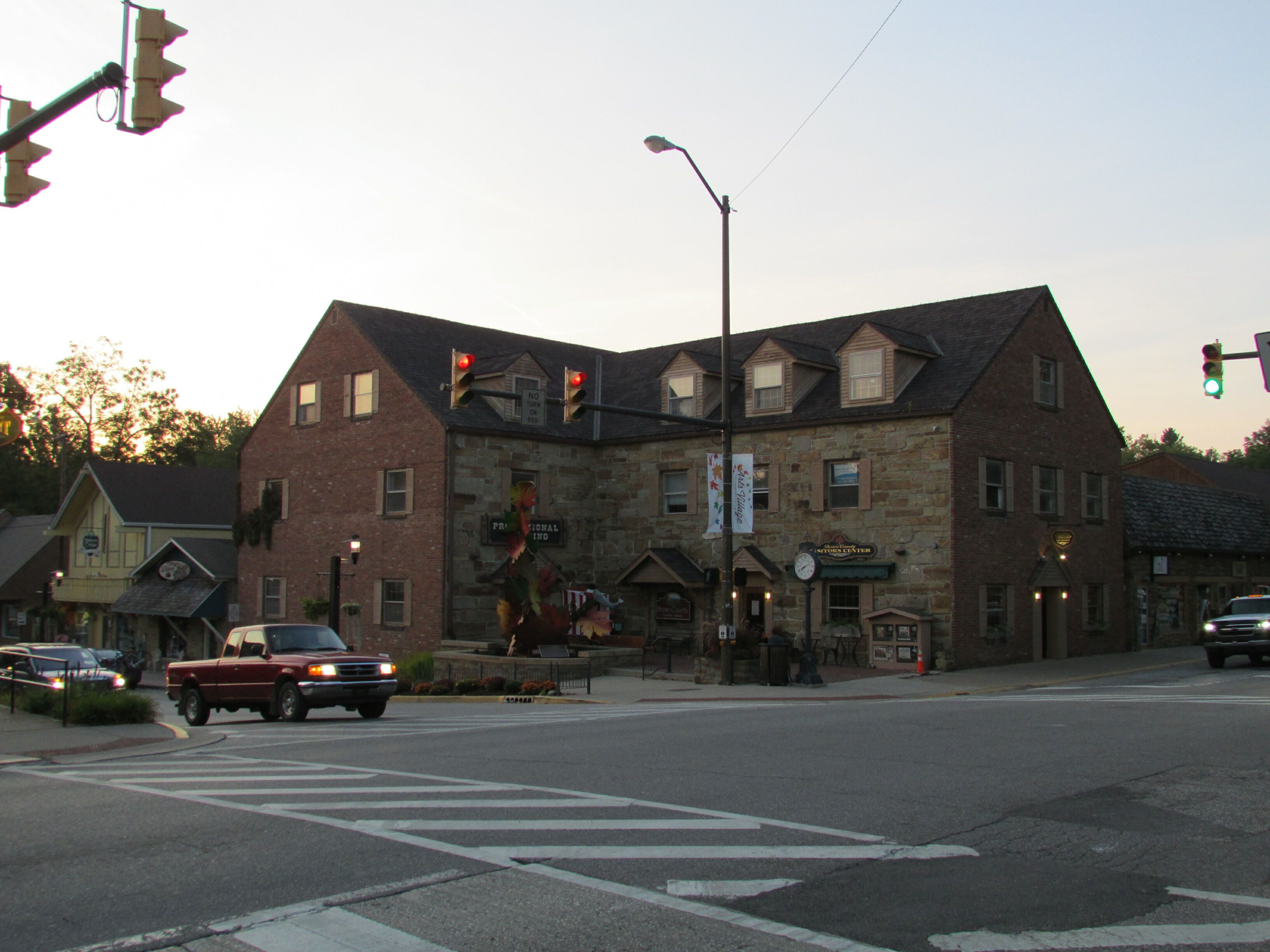
商工会議所

ナッシュビル（Nashville）は、アメリカ合衆国インディアナ州の町。ブラウン郡の郡庁所在地である。人口は1,271人（2025年推計）。この町は多様な特性の小売店に加え、芸術家居住地として知られている。

## 地理
ナッシュビルは北緯39度12分11秒、西経86度14分18秒 (39.203025, -86.238236)に位置している。
アメリカ合衆国統計局によると、この町は総面積2.5 km2 (1.0 mi2) である。このうち2.5 km2 (0.9 mi2) が陸地で1.04%が水地域である。

## 人口動静
2000年国勢調査で、この町は人口825人、375世帯、及び181家族が暮らしている。人口密度は335.3/km2 (868.6/mi2) である。167.4/km2 (433.8/mi2) の平均的な密度に412軒の住宅が建っている。この町の人種的な構成は白人97.09%、アフリカン・アメリカン0.85%、先住民0.85%、アジア0.36%、太平洋諸島系0.12%、その他の人種0.36%、及び混血0.36%である。ここの人口の0.61%はヒスパニックまたはラテン系である。
この町内の住民は13.0%が18歳未満の未成年、18歳以上24歳以下が8.4%、25歳以上44歳以下が20.8%、45歳以上64歳以下が25.9%、及び65歳以上が31.9%にわたっている。中央値年齢は52歳である。女性100人ごとに対して男性は77.0人である。18歳以上の女性100人ごとに対して男性は73.4人である。
この町内の世帯ごとの平均的な収入は27,330米ドルであり、家族ごとの平均的な収入は38,750米ドルである。男性は30,000米ドルに対して女性は25,000米ドルの平均的な収入がある。この町の一人当たりの収入 (per capita income) は24,723米ドルである。人口の16.5%及び家族の14.3%の収入は貧困線以下である。全人口のうち18歳未満の23.9%及び65歳以上の18.9%は貧困線以下の生活を送っている。

## ショッピング及び娯楽
ナッシュビルはたくさんの特産品、アンティーク、クラフト及びそれらの取引を店頭で実演する芸術家が働いているその他の芸術品店と共に、ユニークなショッピング体験で知られている。その結果として、ナッシュビルは芸術家居住地として見られていて、多くの芸術家はここをコミュニティーの本拠地と呼んでいる。展示及び販売上の芸術作品は水彩画、彫刻品、ステンドグラス、blown glass、彫刻した家具、カスタム装身具、及び香水類の一種が含まれる。

## 関連ある近隣地点
- ブルーミントン
- コロンバス
- ブラウン郡州立公園　Brown County State Park
- フージャー国定森林　Hoosier National Forest
- レモン湖　Lake Lemon
- モンロー湖　Lake Monroe
- イェローウッド州立森林　Yellowwood State Forest